# Trương Thăng Dân
Trương Thăng Dân (tiếng Trung: 张升民; bính âm: Zhang Shengmin; sinh tháng 8 năm 1958) là Thượng tướng Quân Giải phóng Nhân dân Trung Quốc (PLA). Ông là Ủy viên Ủy ban Trung ương Đảng Cộng sản Trung Quốc khóa XX, khóa XIX, Ủy viên Quân ủy Trung ương Đảng Cộng sản Trung Quốc, Ủy viên Ủy ban Quân sự Trung ương Cộng hòa Nhân dân Trung Hoa, Phó Bí thư Ủy ban Kiểm tra Kỷ luật Trung ương Đảng Cộng sản Trung Quốc kiêm Bí thư Ủy ban Kiểm tra Kỷ luật Quân ủy Trung ương Trung Quốc.

## Tiểu sử

### Thân thế
Trương Thăng Dân là người Hán sinh tháng 8 năm 1958, người Vũ Công, tỉnh Thiểm Tây.

### Giáo dục
Trương Thăng Dân có học vị thạc sĩ chính trị học.
Tháng 8 năm 1995 đến tháng 12 năm 1997, Trương Thăng Dân theo học lớp chính quy hàm thụ chuyên ngành chính trị pháp luật tại Trường Đảng Trung ương Đảng Cộng sản Trung Quốc.
Tháng 9 năm 2004 đến tháng 7 năm 2007, ông theo học lớp nghiên cứu sinh tại chức chuyên ngành chính trị học ở Trường Đảng Trung ương Đảng Cộng sản Trung Quốc.
Tháng 3 năm 2006 đến tháng 1 năm 2007, Trương Thăng Dân theo học lớp đào tạo chỉ huy chiến dịch liên hợp tại Đại học Quốc phòng Trung Quốc.
Tháng 9 năm 2011 đến tháng 11 năm 2011, ông theo học lớp nghiên cứu quốc phòng tại Đại học Quốc phòng Trung Quốc.
Tháng 9 năm 2014 đến tháng 1 năm 2015, Trương Thăng Dân theo học lớp đào tạo chỉ huy chiến lược tại Đại học Quốc phòng Trung Quốc.

### Sự nghiệp
Tháng 2 năm 1978, Trương Thăng Dân gia nhập Quân Giải phóng Nhân dân Trung Quốc nhận nhiệm vụ chiến sĩ đại đội chỉ huy Trung đoàn pháo binh, Sư đoàn 141, Quân đoàn 47 Lục quân thuộc Quân khu Lan Châu. Tháng 9 năm 1979, ông được kết nạp vào Đảng Cộng sản Trung Quốc. Tháng 8 đến tháng 9 năm 1981, ông giữ chức Trung đội trưởng thuộc Đại đội 3, Tiểu đoàn pháo tên lửa, Trung đoàn pháo binh, Sư đoàn 141, Quân đoàn 47 Lục quân.
Tháng 2 năm 1987, Trương Thăng Dân làm nghiên cứu viên Phòng nghiên cứu chính sách, Văn phòng Cục Chính trị Quân khu Lan Châu. Tháng 4 năm 1993, ông được bổ nhiệm làm Phó Chủ nhiệm Phòng nghiên cứu chính sách, Văn phòng Cục Chính trị Quân khu Lan Châu, hàm Trung đoàn trưởng. Tháng 11 năm 1993, ông chuyển sang làm nghiên cứu viên Phòng nghiên cứu chính sách, Văn phòng Tổng cục Chính trị Quân Giải phóng Nhân dân Trung Quốc, hàm Trung đoàn trưởng. Tháng 6 năm 1996, ông làm nghiên cứu viên Phòng nghiên cứu chính sách, Văn phòng Tổng cục Chính trị, hàm Phó Sư đoàn trưởng. Tháng 12 năm 1999, ông được bổ nhiệm giữ chức Phó Chủ nhiệm Phòng nghiên cứu chính sách, Văn phòng Tổng cục Chính trị. Tháng 6 năm 2000, ông chuyển sang làm nghiên cứu viên Phòng nghiên cứu chính sách, Văn phòng Tổng cục Chính trị Quân Giải phóng Nhân dân Trung Quốc, hàm Sư đoàn trưởng. Tháng 9 năm 2002, ông được bổ nhiệm làm Chủ nhiệm Phòng nghiên cứu chính sách, Văn phòng Tổng cục Chính trị.
Tháng 7 năm 2004, Trương Thăng Dân được bổ nhiệm giữ chức Chủ nhiệm Chính trị Đơn vị 96301, Quân đoàn Pháo binh 2. Tháng 11 năm 2008, ông được bổ nhiệm làm Chính ủy Đơn vị 96201, Quân đoàn Pháo binh 2. Tháng 6 năm 2009, ông được luân chuyển giữ chức Chính ủy Đơn vị 96351, Quân đoàn Pháo binh 2. Tháng 9 năm 2012, Trương Thăng Dân được bổ nhiệm giữ chức Chính ủy Học viện Chỉ huy Quân đoàn Pháo binh 2, kế nhiệm Khổng Phồn Thuận. Tháng 9 năm 2013, ông được bổ nhiệm làm Chính ủy Căn cứ thuộc Quân đoàn Pháo binh 2. Tháng 12 năm 2014, Trương Thăng Dân được thuyên chuyển về giữ chức Chủ nhiệm Cục Chính trị Quân đoàn Pháo binh số 2, kế nhiệm Trung tướng Đường Quốc Khánh.
Tháng 1 năm 2016, Chủ tịch Quân ủy Trung ương Tập Cận Bình tuyên bố giải thể Bộ Tổng Tham mưu, Tổng cục Chính trị, Tổng cục Hậu cần và Tổng cục Trang bị của Quân Giải phóng Nhân dân Trung Quốc, để phân chia và sáp nhập vào các cơ quan của Quân ủy Trung ương; Trương Thăng Dân được bổ nhiệm làm Chính ủy Bộ Quản lý Huấn luyện Quân ủy Trung ương Trung Quốc. Tháng 7 năm 2016, ông được luân chuyển làm Chính ủy Bộ Bảo đảm Hậu cần Quân ủy Trung ương.
Năm 2016, ông được thăng quân hàm Trung tướng. Tháng 1 năm 2017, Trương Thăng Dân được bổ nhiệm giữ chức vụ Bí thư Ủy ban Kiểm tra Kỷ luật Quân ủy Trung ương Trung Quốc, kế nhiệm Thượng tướng Đỗ Kim Tài. Ngày 24 tháng 10 năm 2017, tại phiên bế mạc Đại hội Đảng Cộng sản Trung Quốc lần thứ XIX, Trương Thăng được bầu làm Ủy viên Ban Chấp hành Trung ương Đảng Cộng sản Trung Quốc khóa XIX. Ngày 25 tháng 10 năm 2017, Ban Chấp hành Trung ương Đảng Cộng sản Trung Quốc khóa XIX tiến hành Hội nghị toàn thể lần thứ nhất, bầu ông làm Ủy viên Quân ủy Trung ương Đảng Cộng sản Trung Quốc và Ủy viên Thường vụ Ủy ban Kiểm tra Kỷ luật Trung ương, Phó Bí thư Ủy ban Kiểm tra Kỷ luật Trung ương Đảng Cộng sản Trung Quốc (CCDI) nhiệm kỳ 2017 đến năm 2022. Ngày 2 tháng 11 năm 2017, một tuần sau khi được bầu vào Quân ủy Trung ương, tại lầu Bát Nhất ở Bắc Kinh, Quân ủy Trung ương Đảng Cộng sản Trung Quốc đã cử hành long trọng nghi thức phong quân hàm Thượng tướng cho Trương Thăng Dân.
Sáng ngày 18 tháng 3 năm 2018, kỳ họp thứ nhất Đại hội đại biểu Nhân dân toàn quốc Trung Quốc khóa XIII họp phiên toàn thể lần thứ 6 bầu ông làm Ủy viên Ủy ban Quân sự Trung ương Cộng hòa Nhân dân Trung Hoa nhiệm kỳ 2018 đến năm 2023.